# ウルトラマグナス
ウルトラマグナス（Ultra Magnus）は、トランスフォーマーシリーズに登場する架空の人物。

## 人物像
初登場は『戦え!超ロボット生命体トランスフォーマー スクランブルシティ発動編』および『トランスフォーマー ザ・ムービー』で、役割はシティーコマンダー。『戦え!超ロボット生命体トランスフォーマー2010』以降はロディマスコンボイの補佐としてサイバトロンの副官を務めている。キャリアカーに変形する。白いキャブ部分はコンボイと同型の変形形態を持ち（玩具のキャブはフレイトライナーCOE）、被牽引部分が変形するアウターアーマーを着込んでいる。
『トランスフォーマーテレフォン』によれば、コンボイの命により、セイバートロン星から地球にやって来たとされる。
地球人とも親しみやすいため、ダニエルとウィーリーによって極秘に誕生日パーティの計画が進められる（ウルトラマグナスの誕生日に関する記録が失われた上に、ウルトラマグナス自身が自分の誕生日を忘れていたためうやむやになってしまったが）など、かなり慕われている。
性格は断固として公正。自身はあくまでも一介の戦士に過ぎず、自分はリーダーの器ではないと考えている（テックスペックによると、リーダー的立場に立つと居心地の悪さを感じるとのこと）が、戦士としての勇敢さは勿論のこと、軍団を率いるリーダーとしても有能な、"重厚なる武人"である。
ドリームウェーブ社のコミックでは、セイバートロン星でレーザーウェーブと結託して指揮権を握ってしまうというストーリーがある。
武器は「スーパーブラスターガン」、両肩に装備されたミサイル。『ザ☆ヘッドマスターズ』では先端からレーザーを発射していた。
キャリアカーとしての活躍は本編では現場急行のみだが、アイキャッチや玩具CMではビークルモード状態の仲間を搭載していた。

## 演じた声優

### 日本語版
- 速水奨 - 『トランスフォーマー ザ・ムービー』、『戦え!超ロボット生命体トランスフォーマー2010』、『TRANSFORMERS ALLIANCE』
- 銀河万丈 - 『戦え!超ロボット生命体トランスフォーマー スクランブルシティ発動編』、『トランスフォーマー アニメイテッド』
- 大塚芳忠 - 『トランスフォーマー ザ☆ヘッドマスターズ』
- 相沢正輝 - 『トランスフォーマー ザ・リバース』
- 松山鷹志 - 『トランスフォーマー カーロボット』
- 石田彰 - 『キュートランスフォーマー 帰ってきたコンボイの謎』
- 井上和彦 - 『トランスフォーマー:ウォー・フォー・サイバトロン・トリロジー』

### 英語版
- ロバート・スタック - 『トランスフォーマー ザ・ムービー』
- ジャック・エンジェル - 『戦え!超ロボット生命体トランスフォーマー2010』、『トランスフォーマー ザ・リバース』
- キム・ストラウス - 『トランスフォーマー カーロボット』
- ジェフ・グレン・ベネット - 『トランスフォーマー アニメイテッド』
- マイケル・アイアンサイド - 『超ロボット生命体 トランスフォーマー プライム』
- エドワード・ボスコ - 『トランスフォーマー:ウォー・フォー・サイバトロン・トリロジー』

## 活躍

### 戦え!超ロボット生命体トランスフォーマー スクランブルシティ発動編
OVA『戦え!超ロボット生命体トランスフォーマー スクランブルシティ発動編』においては、スクランブルシティ建造の責任者として登場。苦戦するコンボイらをメトロフレックスで助けることに成功する。

### トランスフォーマー ザ・ムービー
サイバトロンシティーコマンダーとして地球防衛の責任を担う。また没コンテによると、ランボル、アラート、トラックスと共にデバスターを撤退させている。
メガトロンとの一騎討ちで瀕死の状態にあったコンボイにマトリクスを託され、次期総司令官に任命される。
ユニクロンによるムーンベース破壊を目撃した後、脅威になると考え、部隊を二つに分けユニクロン討伐に向かう。道中、ユニクロンにより強化改造された、ガルバトロン率いるデストロンの追撃を受けるが、シャトルを分離し惑星ジャンキオンに着陸。そこでもデストロンの襲撃を受け、シャトルを破壊される。ウルトラマグナスは仲間たちを逃がし、マトリクスのパワーで撃退しようとするが、マトリクスを開放出来なかった。そのため、ガルバトロンに破壊されマトリクスを奪われてしまう。後に和解したレックガーらジャンキオンの手により、復活した。
最後のユニクロンとの戦いではジャンキオンロケットに搭乗。ロケットはユニクロンの手に握り潰され四散するが、ユニクロン破壊後のラストシーンに登場していた。
映画の予告編では本編と全く違う色（ダイアクロン時代のカラーリング）で登場した。

### トランスフォーマー キスぷれ
玩具を中心としたメディアミックス作品『トランスフォーマー キスぷれ』において、ユニクロン戦争によって人類とトランスフォーマーの対立が生じた責任を取って司令官の職を離れたホットロディマスに代わり、ウルトラマグナスが再び総司令官代理を務めることとなる。『キスぷれ第二部』においては人類との関係改善のため、カセットプレイヤーズを組織し地球に派遣するが、実態は人類に対する情報操作の密命を負わせていた。後に復帰したホットロディマスにマトリクスを移譲し、以後はサポートに回ることとなる。

### トランスフォーマー バイナルテック
玩具シリーズ『トランスフォーマー バイナルテック』のバックストーリーにおいて、オーバードライブの次元移動調査によって「正史」の世界（『ザ・ムービー』）ではコンボイの死後にホットロディマスがリーダーになっていることを聞かされ、ホットロディマスに「妙な気を起こすなよ、ひよっ子!」と言い放つ（「ブラックコンボイ」の台紙に掲載されたストーリーより）。玩具は発売されていない。

### 戦え!超ロボット生命体トランスフォーマー2010
『ザ・ムービー』の続編に当たる本作ではサイバトロンのNo.2として活躍。司令官としての経験が浅いロディマスコンボイを、有能な部下として、時には友人として支え続けた一方、破天荒なところがあるホットロディマスに振り回されることもあった。当時のデストロンNo.2であるサイクロナスは、彼をライバル視している。
終盤、宇宙ペストに冒された際には、ロディマスコンボイを「ロディマスのヒヨッコ野郎はどこだ!?、ぶっ殺してやる!!」と呼びながら、容赦なく執拗に追跡し攻撃する姿を披露している（本音かどうかは不明）。

### トランスフォーマー ザ☆ヘッドマスターズ
第1話「空から来た四人の戦士」より登場。メトロフレックスのシティーコマンダーとして行動。ロディマスコンボイに対しては敬語で話すようになった。ダイノベース忍者参謀シックスショットとは初対決の際、お互いのやり方を見せ合いライバル関係となる。
第24話「ウルトラマグナス死す!!」ではデストロンが地球に襲来、ウルトラマグナスはフォートレスの手を煩わさないようにサイバトロンを各地に送り、防衛を強化。そんな中、ウルトラマグナスはシックスショットからの挑戦を受け、一対一の戦いを挑む。ウルトラマグナスが劣勢となりながらも戦うが、第七の形態「ウイングウルフ」によって敗れ、壮絶な戦死を遂げる。死後、メトロフレックスの計らいにより宇宙葬ではなく地球で埋葬された。

### トランスフォーマー ザ・リバース
アメリカで放送されたテレビアニメ『トランスフォーマー ザ・リバース』では、コンボイが留守の間、セイバートロン星のサイバトロン軍の指揮を任される。
第3話で、セイバートロン星を制圧寸前にまで追い込んだガルバトロンをプロテクトボット部隊と共に一斉掃射する。ネビュロン星から戻って来たデストロンのヘッドマスターとターゲットマスター・ハイブの攻撃を受けて倒れるも、プラズマエネルギーの起こした奇跡により生き延びる。

#### コミック版の活躍
テレビマガジン版トランスフォーマーの第4話から登場。本作品ではコンボイの弟みたいなものと紹介されている。スクランブルシティのコマンダーの他、サイバトロン日本支部の開発に携わっている。
第4話では横浜に現れたデストロンに苦戦するコンボイたちサイバトロンの前に、強化されたコンテナを届け、コンボイとの連携攻撃でデストロンを倒す。
第2作『超ロボット生命体物語ザ☆トランスフォーマー』の第3話では世界中の選ばれた子供たちをスクランブルシティ見学ツアーに招待する。しかしそこにダイナザウラーが襲来するが、ウルトラマグナスはスクランブルシティを指揮し、ダイナザウラーを撃退する。
ケイブンシャの大百科別冊『戦え!超ロボット生命体トランスフォーマー2010』に掲載された「最強のトランスフォーマーは」ではサイバトロン側の7人のメンバーに選抜。開始早々サウンドウェーブを倒し、サイクロナスを場外に投げるが、ガンモードに変形したメガトロンの攻撃を受け敗北する。

### トランスフォーマー アニメイテッド
役割はオートボットの最高司令官またはエリートガード総司令官。アースモードはミサイルコンテナ付きM983 HEMTT（Heavy Expanded Mobility Tactical Truck＝重高機動戦術トラック）、サイバトロンモードは無限軌道式の大型ビークルに変形する。武器はマグナスハンマーで、雷雲を呼び雷を落とす攻撃・サンダーボルトを放つ。グレートウォーではラチェットの上司であり、グレートウォーでの功績によりオートボットの総司令官となっている。この作品では「マグナス」はプライムより上の総司令官の称号であり、今までのシリーズと違ってオプティマスプライム（コンボイ）よりも階級が上になっている。また、ショックウェーブにより重傷を負った後、センチネルプライムが総司令官代理としてマグナスの称号を受け継いでいる。なお、企画案のみで終わった第4シーズン（シーズン4）ではその傷が元で死亡し、その後の総司令官はセンチネルに受け継がれる予定だった。総司令官に昇格してエリートガード総司令官とマグナスの称号を受け継いだセンチネルはセンチネルマグナスになり、新たにデザインが変更されている。

### 超ロボット生命体 トランスフォーマープライム
日本未放送のシーズン3『Beast Hunters（ビーストハンターズ）』にて登場。役割は精鋭部隊隊長。オプティマスプライムと同型のトラックに変形するが、デザインは白いコンボイではなく、ザ・ムービーなどに登場したデザインに準じている。『トランスフォーマー アドベンチャー』では青いトレーラートラックに変形する。
武器はブラスターと大型ライフル。オプティマスプライム復帰後は効力を失ったソラスプライムハンマーを武器として使用する。
オートボットの精鋭部隊隊長である副司令官。大戦時代からオプティマスプライムの副官を務めていた古参の戦士。第52話（シーズン2最終話）でオメガロックから放たれたビームを観測して地球へと来訪し、第2話（通算第54話）で散り散りになった仲間たちを回収し臨時司令官としてまとめ上げる。
かなり堅物な性格で、自身を呼ばせる時は必ず「Sir（サー）」とつけることを地球人にまで強要するほどである。軍人気質であり、オプティマスプライムのオプティマス部隊（チーム・プライム）に加わってからは家族のように触れ合うオートボットたちとなかなか馴染めなかった。かつてはレッカーズの隊長も務めたが、その堅物な性格から自由な気質の強いレッカーズメンバーと軋轢を起こしチーム解散の原因にもなったため、当初はホイルジャックと不仲だったが、プレダコン（後のプレダキング）戦での共闘を経て和解している。なお第9話（通算第61話）でのプレダキングとの戦いで右手を損失しており、それ以降はラチェットが取り付けた三本指の義手を装着している。
地球人にまで語尾に必ず「Sir（サー）」とつけることを強要するほど堅物度合であったが、しかし出会ったばかりのミコのあしらい方を心得ていたり、個々の能力を把握し的確に役割を割り振るなどただ真面目一辺倒の人物ではなく司令官としては優秀である。
かつてオートボットのナンバー2であったとおりかなり高い戦闘能力と戦略眼の持ち主であり、エネルギー切れとなったソラスプライムハンマーを武器として使いこなしプレダキングを相手に空中戦を繰り広げ翻弄するなど宇宙船の操縦にも長けている。
サイバトロン星が復活した後はラチェットを除く仲間たちと共に帰還した。
最終シーズンで完結篇である『Predacons Rising（プレダコン・ライジング）』ではサイバトロン星の復興に努めていたが、スタースクリームとショックウェーブが復活させたプレダコン、スカイリンクスとダークスティールにスモークスクリーンと共に襲われ、瀕死の重傷を負わされてしまう。その後は地球からサイバトロン星に帰還したラチェットによって治療を受けて寝込んでいたため、リペア台で寝たきりのまま終盤まで出番は無かった。
CGはオプティマスプライムのものを流用したもので、シーズン3に先行して発売されていた玩具とデザイン（こちらはシーズン2序盤にて記憶を失ったオプティマスプライムがメガトロンに見せられた偽画像に酷似している）が多少異なる。
後日談より始まる続編の『アドベンチャー』では地球で「チーム・ウルトラマグナス」を率い、バンブルビーらを陰ながらサポートする。ストロングアームとは仲間として戦っていたことがあり、心から尊敬されている。
指揮官として非常に高い能力を有するが、自分をリーダーの器ではないと考えており一人の戦士であろうとする。巨大なハンマーを振り回してどんな強力な敵でも粉々にする。
外伝漫画「帰ってきた！最凶コンビ」ではサイバトロン星でロックダウン一味に捕まったフリをして近づく。
IDW社から刊行されている『Robots in Disguise（2015 comic）』にも#0から登場。#1ではフレイムフェザーを捕まえる「チーム・バンブルビー」をモニターで監視していた。#2ではクリップシェイドを捕まえるため地球へ降り立ち、アーシー、バルクヘッドら「チーム・プライム（オプティマス部隊）」を引き連れて「チーム・バンブルビー」に協力を仰ぐ。#4ではオーバーヘッドらサイバーコマードセクト一味を逮捕し、バンブルビーを「君のチームは君を必要としている」と評してサイバトロン星へ帰還した。
デザインは前作の『Beast Hunters（ビーストハンターズ）』から変わりはないが、劇中で義手となってしまった右腕は治っている。
武器はソラスプライムハンマー。

### トランスフォーマー:ウォー・フォー・サイバトロン・トリロジー
役職はシティーコマンダー。長く続く戦いに対し徹底抗戦を主張するオプティマスプライムとは口論で衝突し、単身ディセプティコンに投降する。投降後もメガトロンによるオートボット抹殺作戦をオプティマスプライムに知らせるが、通信がバレてしまい拷問される。オートボットの基地を吐くが偽の情報であったため、メガトロンによって処刑された。

## コンピュータゲーム
ファミリーコンピュータ用ゲームソフト『トランスフォーマー コンボイの謎』では、プレイヤーの操る主人公として登場。
後の玩具展開『オルタニティ』にて、本作品中のデストロンはメガトロン集合体によって「理不尽な強さ」を与えられていたことが判明した。ゲーム中では敵の弾を1発食らうだけで木っ端微塵になっているウルトラマグナスだが、これはウルトラマグナスが弱いのではなく、デストロンが異常に強かったためだったのである。
PlayStation 2専用ソフト『トランスフォーマー』ではサイバトロン側の使用キャラクターの1人として登場。ステージ8クリア後に仲間になる。

## 玩具
本体はダイアクロン時代に発売されたコンボイ（パワードコンボイ）の塗装変更品。TFでは「C-69」のナンバーを与えられ、スクランブルシティ時期の主力商品として1986年6月に発売。2000年に復刻版も発売された。2001年にはムービーの予告編での姿（ダイアクロン時代のカラーリング）に準拠したカラーリングで限定販売された。

### 白いコンボイ
玩具ではコンボイと同型のロボットに変形、さらにキャリー部と合体して大型ロボットとなるが、アニメでは合体形態しか描かれなかった。また、それと纏めて遊べる基地形態も描写されることはなかった。なお白いロボットはマニュアルには「ロボット」と表記されている。ただ、『ザ・リバース』では一緒にいるコンボイのように合体形態がキャブになって現れたキャリーと連結したことがあった。
2002年発表の米国ドリームウェーヴ・プロダクションズ版コミックにおいて、自らアーマーをパージし、中のロボットの姿を現し活躍するウルトラマグナスの姿が初めて描かれると、以降コンボイの白いカラーバリエーションをウルトラマグナスとして発売する機会が増えた。
なお、「白いコンボイ」を最初にウルトラマグナスと呼んだのは1986年に日本で発売されたスタンプボットである。
また、放映当時にセブンから発売されていた廉価版玩具トランスフォームJr.版でも「白いコンボイ」がウルトラマグナスとして発売されていた。もっとも正規の玩具とは違い、銃はコンボイのものを流用しているが、劇中や正規の玩具同様のキャリアートレーラーがペーパークラフトとして付属していた。

## その他のウルトラマグナス

### トランスフォーマー カーロボット
『トランスフォーマー カーロボット』ではゴッドマグナス/God Magnus/Ultra Magnusの名で登場する。日本語版では松山鷹志、英語版ではキム・ストラウスが声を担当した。
初代（G1）のウルトラマグナスを彷彿とさせる形態が特徴で、ファイヤーコンボイ/Fire Convoy/Optimus Primeと合体しゴッドファイアーコンボイ/God Fire Convoy/Omega Primeになる。海外版である『Transformers Robots in Disguise』での名称は「神（god）の名前をキャラクター名に使うのは不謹慎」という理由でウルトラマグナス/Ultra Magnusになっている。

### 超ロボット生命体トランスフォーマー マイクロン伝説
テレビアニメ『超ロボット生命体トランスフォーマー マイクロン伝説』ではウルトラマグナス/Ultra Magnus/Overloadの名で登場する。シャトルキャリアに変形する。マイクロン伝説版コンボイと合体することでマグナコンボイ/Magna Convoy/Optimus Prime Megaweapon、ジェットコンボイ/Jet Convoy/Jet Optimus（Jet Optimus Prime）との合体でマグナジェットコンボイ/Magna Jet Convoyになる。ロボットモードは本編の終盤においてほんの2カットのみの登場であった（ビークルモードは後期のアイキャッチのみ）。このような扱いになったのは、マイクロンの移動基地という設定であったが急な設定の変更により人格を持ったトランスフォーマーになり、脚本の変更が間に合わなかったことが原因。そのため、作中での会話ではコンボイ/Convoy（Armada Convoy）/Optimus Primeの武装のような扱われ方をしている。

### トランスフォーマー スーパーリンク
テレビアニメ『トランスフォーマー スーパーリンク』の海外版では色替えとして登場。
玩具はマイクロン伝説のウルトラマグナスの塗装変更品。

### トランスフォーマー マスターピース
玩具シリーズ『トランスフォーマー マスターピース』では、MP-2として同シリーズ第1弾であるコンボイの色違いとなる白いトラクター部分のみが発売された。武器も色と設定が変更されている。ペーパークラフトでキャリアが附属。劇中とは異なり、コンボイ同様にマトリクスを開放できる。
のちに、MP-22としてキャリア部分も付き、アニメ同様の変形ができる仕様のものが発売された。

### G2のころのウルトラマグナス
2006年にe-Hobby限定アイテムとしてG2バトルコンボイの塗装変更品を「レーザーウルトラマグナス」の名で発売。設定上は、死んだウルトラマグナスがマトリクスの力により復活した姿、となっている。

### TitaniumSeries Transformers
玩具シリーズ『Transformers: Titanium』ではキャブが白いコンボイにならず、アニメ版のようにキャリー部分とまとめて変形をする。稼働も両立した秀作。ただし変形ギミックなどのしわ寄せによりキャリア部（脚の部分）の扉部分の可動がない、車形態でのキャブの切り離しなどが不可能など痒いところに手が届きそうで届かない造りとなっている。

### トランスフォーマー クラシック
玩具シリーズ『トランスフォーマー クラシック』ではコンボイの塗装変更品でスカイワープ/Skywarpとセットで販売された。

### リボルテック
アクションフィギュア『リボルテック』シリーズでは、一部ショップ限定で販売されているリボルテックコンボイの色替えとして登場。変形ギミックを排したアクションフィギュアとして、さらに米国ドリームウェーブ版コミックのパット・リーの作画をモチーフとした造型となっている。単行本第2集の終盤でアウターアーマーを脱ぎ捨てた姿に準じている。コンボイに付属のマトリクスの代わりに、コンボイと握手するための手が付属。

### トランスフォーマー ユニバース
玩具シリーズ『トランスフォーマー ユニバース』では、『マイクロン伝説』版STDコンボイの色替えとして登場。ステッパーの色替えであるトレッドショット/TreadShotとの対決セット「バトルインボックス」で販売された。

### Transformers War Within
ドリームウェーブ社のコミック、『Transformers War within』にて登場する。
玩具はタイタニウムフィギュアシリーズで、同シリーズのオプティマスプライム（コンボイ）の塗装変更品。